# Luis Felipe Borja Pérez

Escudo de armas del Ducado de Gandía de los Borja o Borgia

Luis Felipe Borja Pérez (Quito, 20 de febrero de 1845-Quito, 13 de abril de 1912) fue un jurisconsulto, político, literato y maestro ecuatoriano.

## Biografía
Nació en Quito el 20 de febrero de 1845, hijo del abogado Juan Borja y Lizarzaburu y de Manuela Leonor Pérez y Pareja, naturales de Guano y Quito, respectivamente. Por parte de su padre, era descendiente directo de Juan de Borja y Enríquez de Luna, III duque de Gandía y Juana de Aragón y Gurrea; el primero, nieto del papa Alejandro VI (Rodrigo de Borja); la segunda, nieta del rey Fernando II de Aragón, descendiente de los reyes de Navarra y la corona de Aragón. Por parte de su madre, era descendiente de los Marqueses de Casa Fiel Pérez Calisto. Su madre se encargó de impartirle su inicial instrucción, para después pasar a ingresar al Colegio San Vicente, de Latacunga, a los doce años de edad, centro educativo en el que solamente permaneció por un lapso de seis meses, a cabo de los cuales retornó a Quito para ingresar, esta vez, en el Colegio Seminario de San Luis.
En el 1859 su padre ejercía el cargo de Gobernador de la Provincia de Pichincha y la situación económica de su familia era bastante holgada. El presidente Gabriel García Moreno lo persiguió a causa de una vieja enemistad que mantenían y le confiscó todos sus bienes.
En 1864 obtuvo el grado de Maestro en Filosofía, se inscribió en el primer curso de Jurisprudencia. Su  padre fue perseguido, encarcelado y torturado, y falleció, en prisión, el 6 de octubre de 1864, en una celda perteneciente al cuartel de Artillería, de aquel entonces, donde permaneció cautivo.
El 20 de diciembre de 1869, obtuvo el título de Doctor en Jurisprudencia Civil y Canónica en la Universidad Central de Ecuador.
Tras el asesinato de Gabriel García Moreno se asiló en la legación de Colombia, temeroso de que se lo acusara de estar involucrado en aquel magnicidio, mientras la policía registraba su morada.
Volvió cuando se estableció su inocencia.

## Trayectoria
Como político perteneció al Partido Liberal, del cual fue su director, desempeñando diferentes actividades públicas: fue concejal de Quito de 1876 a 1878; diputado por la provincia de León a la Convención que se reunió en Quito en 1883,  la Constitución expedida en dicha época por la Asamblea Nacional Constituyente, en su mayor parte fue su obra; fue rector de la Universidad Central del Ecuador, desde 1895 a 1897; actuó como senador por la provincia de Pichincha en los congresos de 1898 a 1901; y, finalmente, en 1910 presidió la Academia de Abogados y la Junta Patriótica Nacional, que tuvo como misión principal asesorar al presidente Eloy Alfaro en el conflicto limítrofe con el Perú, que por segunda ocasión estuvo sujeta para ser arbitrada por España; lo cual, finalmente, no se dio ante la inhibición del rey Alfonso XII, de dictar el laudo arbitral, en fecha 18 de mayo de 1910.
Como jurista y literato nos legó escritos jurídicos. Entre sus obras destaca Estudios sobre el Código Civil Chileno.
Como maestro, profesó el magisterio en la cátedra de la antigua Universidad de Tomás de Aquino.
Es considerado como uno de los cuatro grandes maestros de la educación ecuatoriana de su época, formó discípulos eminentes como los doctores Víctor Manuel Peñaherrera, Leopoldo Pino, Alfredo Baquerizo Moreno. Contribuyó al estudio del derecho en el Ecuador.

## Deceso
Murió en la ciudad de Quito, el 13 de abril de 1912. Sus exequias se celebraron en la Catedral Metropolitana y Primada de Quito.

Se encuentra sepultado en el cementerio de San Diego (Quito).

## Sociedades académicas que integró
- Miembro de la Sociedad Ecuatoriana de Estudios Históricos Americanos.[24]
- Miembro de la Academia Ecuatoriana de la Lengua.
- Miembro de la Sociedad Jurídico Literaria, de la Real Academia de Jurisprudencia y Legislación de Madrid.
- Miembro de la Academia Mexicana de Jurisprudencia y Legislación.
- Miembro honorario del Colegio de Abogados de Lima.
- Miembro honorario de la Academia Colombiana de Jurisprudencia.

## Homenajes
Ha recibido numerosos homenajes.
- Ocho años después de su muerte, el presidente Alfredo Baquerizo Moreno, declaró, por decreto presidencial, el 13 de abril como el “Día del Maestro ecuatoriano”.[26] Fecha de celebración que se enunció en su honor y el de  Juan María Montalvo Fiallos y Federico González Suárez, maestros como él; e, igualmente, de aquellos otros maestros ecuatorianos que, sin precisamente haber pasado sus nombres a constar en la historia, perseveran en el recuerdo de muchos de quienes fueron sus discípulos.[27]
- El 20 de febrero de 1945, un grupo de juristas integrantes de la Academia de Abogados de Quito se reunió en esta ciudad para rememorar el primer centenario del natalicio de Borja Pérez. Resolvieron instituir el 20 de febrero como el "Día del Abogado ecuatoriano".[28]